# しし座83番星
しし座83番星 (83 Leonis, 83 Leo) とは、太陽系からしし座の方角に58光年離れた位置にある連星である。橙色準巨星の主恒星と、橙色の主系列星の伴恒星からなる。両天体の間は少なくとも515天文単位離れており、ともに太陽より低温と考えられている。
2011年時点で、2つの太陽系外惑星が伴恒星の周囲に確認されている。1つは2005年に発見され、もう1つは2010年に発見された。

## 恒星系
主星のしし座83番星Aは6等級の星である。肉眼では観測しづらいが、双眼鏡を用いれば容易に観測できる。光度階級では準巨星に分類されているが、これはこの恒星の中心部で水素の核融合反応が終わり、赤色巨星へ変化しつつあることを意味する。
伴星のしし座83番星Bは8等級の橙色の主系列星で、太陽より質量が小さく（0.88太陽質量）、直径や温度の値も太陽より小さい。観測には、双眼鏡かより高度な機材が必要となる。A星とB星は共通した固有運動を示しており、このことから2つの天体は重力で縛られた連星だと確認されている。天球上に投影されたA星とB星の距離は515天文単位だが、真の距離はこれよりはるかに大きい可能性がある。
ワシントン重星カタログには、14.4等級の暗い別の天体がしし座83番星を構成する天体として記載されている。この天体はABペアとは異なる固有運動を持つため、見かけの二重星である。

## 惑星系
2005年1月、恒星Bの周囲に太陽系外惑星しし座83番星Bbが発見された。報告したのはリック・カーネギー系外惑星サーベイのチームで、視線速度法を用いたものだった。惑星の下限質量は土星の半分以下で、恒星に接近した軌道を17日の公転周期で公転している。
2010年には同じ恒星に2つ目の惑星を発見したと主張されたが、2016年に誤検出であることが判明した。しかし、2023年に別の第2惑星が発見され、しし座83番星Bcという名称が与えられた。
なお、恒星Aには2023年時点で惑星は発見されていない。
| 名称 （恒星に近い順） | 質量         | 軌道長半径 （天文単位） | 公転周期 (日)       | 軌道離心率         | 軌道傾斜角 | 半径 |
| --------------------- | ------------ | ----------------------- | ------------------- | ------------------ | ---------- | ---- |
| b                     | ≥25.5±0.6 M⊕ | 0.123±0.001             | 17.0503±0.0016      | 0.034+0.025 −0.021 | —          | —    |
| c                     | ≥17.9±1.3 M⊕ | —                       | 95.233+0.098 −0.096 | 0.063+0.060 −0.040 | —          | —    |